# Čagra
Il Čagra (in russo Чагра́?) è un fiume della Russia europea, tributario di sinistra del Volga. Scorre nei rajon Krasnoarmejskij, Bezenčukskij e Chvorostjanskij dell'oblast' di Samara e nel Duchovnickij rajon dell'oblast' di Saratov.

## Descrizione
La sorgente del fiume si trova sull'altopiano Kamennyj Syrt, nel distretto Krasnoarmejskij. Il fiume ha un corso molto tortuoso, prevalentemente in direzione occidentale. La piena si verifica ad aprile. La portata media annua dell'acqua a 78 km dalla foce è di 3,5 m³/s. Nel corso superiore d'estate secca dividendosi in tratti. Gela da novembre - inizio dicembre, sino ad aprile.
Il Čagra è un tipico fiume della steppa, che per circa 11 mesi all'anno, soprattutto nel corso medio e superiore, è un corso d'acqua poco profondo che può essere facilmente guadato. La sua lunghezza è di 251 km, il bacino idrografico di 3 440 km². Confluisce nel bacino idrico di Saratov sul fiume Volga, a 1 209 km dalla sua foce.

## Cultura
Nel racconto L'infanzia di Nikita di Aleksej N. Tolstoj, il fiume Čagra è descritto in diversi periodi dell'anno.